# Кылжыров, Мина
Мина Кылжыров (род. 1934, Кёк-Сай, Иссык-Кульская область) — бригадир чабанов колхоза имени XXII партсъезда; лауреат Государственной премии СССР.

## Биография
Родился в 1934 году в селе Кек-Сай. Член КПСС.
С 1954 года — на хозяйственной, общественной и политической работе. В 1954—1994 гг. — старший чабан колхоза имени XXII партсъезда Тонского района Иссык-Кульской области Киргизской ССР, бригадир чабанов колхоза имени XXII партсъезда.
За увеличение производства высококачественной продукции животноводства на основе эффективного использования достижений науки, передовой практики, коллективного подряда и других прогрессивных форм организации труда был в составе коллектива удостоен Государственной премии СССР за выдающиеся достижения в труде 1986 года.
Живёт в Киргизии.